# 陈龙泉
陳龍泉（1915年—1971年9月23日），男，台灣臺中人，中華人民共和國政治人物，曾任漳州市衛生局副局長、人民醫院院長、衛協會主委等職務。

## 生平
1915年出生在日治台灣臺中廳，其父親在一家商店當店員，收入清淡。高中畢業后，陳龍泉受資助到日本上大學。中國抗日戰爭期間，陳龍泉被徵入滿洲國軍隊，隨軍來到中國東北。1945年，中國抗日戰爭勝利，東北光復，陳龍泉加入了中國人民解放軍，並在戰鬥中立下了一等功。1945年8月以后，他在抗大胶东分校、华中雪中高研班、华东军大上干队、华北军大干部总队、中共上海市委党校学习；期间他在山东军区联络部工作，担任过冀鲁豫军区敌工部干事、冀鲁豫军区俘虏管理所副队长。
1950年转业，上海市粮食公司中心店主任、人事处行政科副科长。1952年，转到福建省，歷任福建省漳州市衛生局副局長、人民醫院院長、衛協會主委等職務。1950年代期間，他籌劃與創辦了漳州市立醫院（今漳州芗城医院）、市中醫聯合醫院。1958年7月，他创办漳州市南山联合医院，并担任院长。1960年4月，医院改为漳州市人民医院，他继任院长（直至1964年1月张喜爱接任）。他還領導推動全市開展衛生運動，到基層發動幹部與群眾打掃衛生，防治病蟲害。1958年，漳州市被評定為中華人民共和國全國衛生先進單位。同一年，他被選為台灣民主自治同盟福建省委員會支部籌備委員會成員，撰寫對臺稿件（王天强、侯北海、吕从周、陈龙泉、柯进旺组成，王天强为主任委员、侯北海为副主任）。除了行政工作外，他還積極研究中醫藥知識，搜集整理民間青草藥方，召集社會上的遊醫，創辦漳州青草藥服務部，為民間青草藥做出貢獻。
文化大革命期間，台湾民盟组织被迫停止活动，陳龍泉受到迫害，被强加“走資本主義道路當權派”、“叛徒”、“特務”等莫須有的罪名，但由於他為人光明磊落，勤勤懇懇，仍然受到大家的尊敬。他對自己克勤克儉，生了病卻用自己的錢看病，并說自己負擔得起，不必增加國家負擔。陳龍泉早年在台灣結過婚，但沒多久就分別了，從此音訊全無，但他堅持不另娶，相信總有一天會再見到家人。1971年9月，陳龍泉心臟病發作，被送進醫院，治療并未起效。臨終前，陳龍泉留下三條遺願：一、要求組織對其政歷做個公正結論；二、希望能追認為中國共產黨黨員；三、死後進行火化，骨灰送回台灣。9月23日，陳龍泉病故。

## 身後
中國共產黨第十一屆三中全會後，陳龍泉開始得到平反。1981年4月18日，漳州市人民政府與市政治協商會議為陳龍泉舉行了追悼會，各級領導、各界人士共三百餘人到會，台灣民主自治同盟總部也發來了唁電。會上，中共漳州市委宣佈了兩條決定：一、宣佈為陳龍泉平反的決定；二、宣佈追認陳龍泉為中國共產黨黨員。至此，陳龍泉的三條遺願已完成了前兩條。1989年12月30日,由其在台二弟陳文裕之三子陳明暉(入嗣為子繼承宗脈),由台入閩迎回其靈骨,奉祀於其台中市龍井區新庄里銀同碧湖陳氏懷恩塔.